# Tanah Periuk (Lubuk Linggau Selatan II)
Tanah Periuk is een bestuurslaag in het regentschap Lubuklinggau van de provincie Zuid-Sumatra, Indonesië. Tanah Periuk telt 4472 inwoners (volkstelling 2010).